# Oxycercichthys veliferus
Oxycercichthys veliferus is een straalvinnige vissensoort uit de familie van de dwergzeebaarzen (Pseudochromidae). De wetenschappelijke naam van de soort is voor het eerst geldig gepubliceerd in 1980 door Lubbock.